# Amblysomus
Amblysomus is een geslacht uit de familie van de goudmollen (Chrysochloridae). De wetenschappelijke naam van het geslacht werd in 1848 gepubliceerd door Nicolas Auguste Pomel.

## Soorten
Er worden 5 soorten in dit geslacht geplaatst:
- Amblysomus corriae Thomas, 1905
- Amblysomus hottentotus (Smith, 1829) – Kopermol
- Amblysomus marleyi Roberts, 1931
- Amblysomus robustus Bronner, 2000
- Amblysomus septentrionalis Roberts, 1913